# Karólína Lea Vilhjálmsdóttir
Karólína Lea Vilhjálmsdóttir, née le 8 août 2001 à Reykjavik, est une footballeuse internationale islandaise, qui joue au poste de milieu de terrain au Bayern Munich.

## Biographie

### En club
Karólína Lea Vilhjálmsdóttir commence sa carrière au FH Hafnarfjörður. À l'âge de 14 ans, le 14 mai 2016, elle fait ses débuts en championnat, en entrant à la mi-temps contre le ÍA Akranes. Moins de dix minutes après son entrée en jeu, elle inscrit l'unique but du match. Lors de sa première saison, elle dispute 13 autres matchs, sans pour autant inscrire d'autre but. La saison suivante, en 2017, elle inscrit deux buts en 14 matchs.
En 2018, elle rejoint le Breiðablik Kópavogur, avec qui elle est sacrée championne d'Islande et remporte la Coupe d'Islande dès sa première saison. En début de saison 2019, elle remporte la Supercoupe. Vilhjálmsdóttir inscrit son premier but en Ligue des champions le 10 août 2019 contre le club macédonien du ŽFK Dragon 2014 (victoire 11-0 dans le cadre de la phase de qualifications). Le En 11 septembre 2019, en 16e de finale face au Sparta Prague (victoire 3-2), elle inscrit son premier but en phase éliminatoire. Le Breiðablik Kópavogur est éliminé au tour suivant par le Paris Saint-Germain.
En janvier 2021, Vilhjálmsdóttir paraphe un contrat jusqu'en 2024 avec le Bayern Munich. Lors de son premier match sous ses nouvelles couleurs, en Ligue des champions face au BIIK Kazygurt (victoire 6-1), elle marque quelques minutes après son entrée en jeu.
À la fin de la saison, le Bayern est sacré champion d'Allemagne. En février 2022, elle prolonge son contrat jusqu'en 2025.

### En sélection
Vilhjálmsdóttir joue pour les équipes de jeunes islandaises à partir de 2016. Elle dispute 11 matchs pour deux buts avec les moins de 16 ans. Avec les moins de 17 ans, elle participe aux qualifications à l'Euro des moins de 17 ans 2017. Elle inscrit un but face à la Biélorussie le 26 octobre 2016, mais ne peut empêcher l’élimination de l'Islande au dernier tour de qualification.
Vilhjálmsdóttir honore sa première sélection en équipe d'Islande le 17 juin 2019 en match amical face à la Finlande. Lors de cette victoire 1-0, elle entre en jeu à la place de Hlín Eiríksdóttir à la 61e minute de jeu.
Elle inscrit son premier but le 17 septembre 2020 lors d'une victoire 9 à 0 face à la Lettonie dans le cadre des qualifications à l'Euro 2022.
En juin 2022, elle est sélectionnée par Þorsteinn Halldórsson pour disputer l'Euro 2022 en Angleterre.

## Statistiques
Le tableau ci-dessous retrace la carrière de Karólína Lea Vilhjálmsdóttir depuis ses débuts :

### En club
| Saison                | Club                    | Championnat           | Championnat | Championnat | Coupe(s) nationale(s) | Coupe(s) nationale(s) | Supercoupe | Supercoupe | Compétition(s) continentale(s) | Compétition(s) continentale(s) | Compétition(s) continentale(s) | Total | Total |
| Saison                | Club                    | Division              | M.          | B.          | M.                    | B.                    | M.         | B.         | Comp.                          | M.                             | B.                             | M.    | B.    |
| 2015-2016             | FH Hafnarfjörður        | Besta deild kvenna    | 14          | 1           | -                     | -                     | -          | -          | -                              | -                              | -                              | 14    | 1     |
| 2016-2017             | FH Hafnarfjörður        | Besta deild kvenna    | 15          | 2           | 1                     | 0                     | -          | -          | -                              | -                              | -                              | 16    | 2     |
| Sous-total            | Sous-total              | Sous-total            | 29          | 3           | 1                     | 0                     | 0          | 0          | -                              | 0                              | 0                              | 30    | 3     |
| 2017-2018             | Breiðablik Kópavogur    | Besta deild kvenna    | 16          | 0           | 4                     | 1                     | -          | -          | -                              | -                              | -                              | 20    | 1     |
| 2018-2019             | Breiðablik Kópavogur    | Besta deild kvenna    | 18          | 4           | 1                     | 0                     | 1          | 0          | -                              | -                              | -                              | 20    | 4     |
| 2019-2020             | Breiðablik Kópavogur    | Besta deild kvenna    | 15          | 4           | 2                     | 0                     | -          | -          | C1                             | 7                              | 2                              | 24    | 6     |
| Sous-total            | Sous-total              | Sous-total            | 49          | 8           | 7                     | 1                     | 1          | 0          | -                              | 7                              | 2                              | 64    | 11    |
| 2020-2021             | Bayern Munich           | Bundesliga            | 6           | 0           | -                     | -                     | -          | -          | C1                             | 3                              | 1                              | 9     | 1     |
| 2021-2022             | Bayern Munich           | Bundesliga            | 10          | 0           | 1                     | 0                     | -          | -          | C1                             | 3                              | 1                              | 14    | 1     |
| 2022-2023             | Bayern Munich           | Bundesliga            | 7           | 0           | 2                     | 0                     | -          | -          | C1                             | 2                              | 0                              | 11    | 0     |
| Sous-total            | Sous-total              | Sous-total            | 23          | 0           | 3                     | 0                     | 0          | 0          | -                              | 8                              | 2                              | 34    | 2     |
| 2021-2022             | Bayern Munich II        | 2.Bundesliga          | 2           | 2           | -                     | -                     | -          | -          | -                              | -                              | -                              | 2     | 2     |
| Sous-total            | Sous-total              | Sous-total            | 2           | 2           | 0                     | 0                     | 0          | 0          | -                              | 0                              | 0                              | 2     | 2     |
| 2023-2024             | Bayer Leverkusen (prêt) | Bundesliga            | 12          | 5           | 2                     | 0                     | -          | -          | -                              | -                              | -                              | 14    | 5     |
| Sous-total            | Sous-total              | Sous-total            | 12          | 5           | 2                     | 0                     | 0          | 0          | -                              | 0                              | 0                              | 14    | 5     |
| Total sur la carrière | Total sur la carrière   | Total sur la carrière | 115         | 18          | 13                    | 1                     | 1          | 0          | -                              | 15                             | 4                              | 144   | 23    |

## Palmarès
| Breiðablik Kópavogur - Championnat d'Islande (2) : - Championne : 2018 et 2020. - Coupe d'Islande (1) : - Vainqueuse : 2018. - Supercoupe d'Islande (1) : - Vainqueuse : 2019. |  | Bayern Munich - Championnat d'Allemagne (2) : - Championne : 2021 et 2023. |